# Rhade (Dorsten)
Der im südlichen Westmünsterland gelegene Ort Rhade ist seit 1975 ein Stadtteil von Dorsten im Kreis Recklinghausen (Nordrhein-Westfalen) und hatte im 1. Quartal 2010 5770 Einwohner.

## Geschichte

### Name
Der Name bezieht sich auf die Entstehung des Ortes durch das Roden von Waldflächen, um Platz für Siedlung, Wiesen- und Ackerfläche zu schaffen. 1217 wurde Rhade in der Schreibweise „Rothe“ erstmals urkundlich erwähnt.

### Kirchliche und territoriale Zugehörigkeit
Rhade gehörte zunächst zum Pfarrei des östlich gelegenen Lembeck. 1489 erfolgte die Abpfarrung, so entstand die Kirchengemeinde („Kirchspiel“) St. Urbanus mit der im Ortszentrum gelegenen Kirche. Allerdings verfügten die Besitzer des Lembecker Schlosses noch bis 1811 über zahlreiche Ländereien und Besitztümer in Rhade und traten dort auch als Gerichtsherren auf. Der Einflussbereich der Herren von Lembeck, die „Herrlichkeit Lembeck“, ging aus dem Gogerichtsbezirk Lembeck hervor, der ab dem 14. Jahrhundert mit der Burg Lembeck verbunden war. Zu diesem Gerichtsbezirk gehörten Altschermbeck, Erle, Hervest, Holsterhausen, Lembeck, Rhade und Wulfen, im Mittelalter zudem Lippramsdorf und Raesfeld. Rhade gehörte zum Hochstift Münster, und zwar anfangs zum münsterschen „Amt auf dem Braem“ (zuweilen auch „Brahm“ geschrieben), dem südlichen Teil des münsterschen Amtes Ahaus. Das Amt auf dem Braem ging im Spätmittelalter de facto, im 16. Jahrhundert auch de jure im Amt Ahaus auf.
Bei der Säkularisation des Hochstiftes Münster 1802/1803 wurde Rhade dem Fürstentum Salm zugeschlagen, das seinerseits am 28. Februar 1811 vom Kaiserreich Frankreich annektiert wurde. Während der französischen Herrschaft von 1811 bis 1813, bis zu französischen Niederlage in den Befreiungskriegen, gehörte Rhade zur Mairie Altschermbeck im Département Lippe. Die Mairie Altschermbeck wurde unter der preußischen Herrschaft (ab 1813) in die Bürgermeisterei Altschermbeck überführt (von 1828 bis 1844 eingegliedert in die Bürgermeisterei Lembeck) und später in das Amt Altschermbeck (bis 1929) umgewandelt. Von 1929 bis 1974 gehörte Rhade zum Amt Hervest-Dorsten.
Von 1844 bis 1974 stellte die Gemeinde Rhade eigene, gewählte Bürgermeister. Im Jahre 1975 ging Rhade schließlich als Stadtteil in der vestischen Stadt Dorsten auf, wodurch die Gemeinderechte erloschen.

### Frühzeit (ca. 4000 v. Chr. bis 600 n. Chr.)
Bezeugt sind erste Ansiedlungen von Menschen auf Rhader Gebiet vor über 6000 Jahren. Zu jener Zeit begannen die Menschen in dieser Gegend die Lebensform des Jagens und Sammelns zugunsten des Ackerbaus aufzugeben. So fanden sich z. B. jungsteinzeitliche Artefakte der Trichterbecherkultur am Kalten Bach (Hockergrab), der Glockenbecherkultur 1937 auf dem Hof Fischedick (Feuersteinklinge), sowie 1946 zwischen den Höfen Heßling und Leying Steinbeile aus der Zonenbecherkultur. Von der nachfolgenden bronzezeitlichen Urnenfelderkultur zeugen Funde am Kalten Bach (Gräberfeld mit über 80 Hügeln) und eine Grabanlage zwischen Mühlenteich und Stufenberg. Eingang in die Fachliteratur der Ur- und Frühgeschichte fand das sogenannte „Rhader Haus“, ebenfalls aus der Bronzezeit, dessen Alter auf 3500 Jahre geschätzt wird und in den 1930er Jahren auf einem kleinen Sandhügel beim Hof Heßling freigelegt wurde. Ein ähnlicher Fund aus jener Zeit um etwa 1500 v. Chr. wurde auf dem Gelände Tüshaus am Schlehenweg gemacht.
Es wird angenommen, dass in der Zeit um 1000 v. Chr. die ersten Indoeuropäer in diese Gegend gelangen, wobei – wie auch in vielen anderen Fällen – nicht unbedingt von großen Migrationsbewegungen, sondern eher von kulturellen Überformungen ausgegangen werden muss. Eine Notgrabung im Frühjahr 1937 im Bereich des Zusammentreffens der Straßen Am Mühlenteich und Schlehenweg förderte Urnen- und Knochenlager sowie Brandschüttungsgräber aus dem 6. bis 1. vorchristlichen Jahrhundert zutage, die dem keltischen (und somit indoeuropäischen) Kulturkreis zuzuordnen sind. Bei den Kelten, die bis zum 1. Jahrhundert v. Chr. in dieser Gegend präsent sind (in Kontinentaleuropa eine ihrer nördlichsten Siedlungsausdehnungen), zieht man es vor, die Toten vor dem Bestatten zu verbrennen. Auch die indoeuropäischen Germanen, die die Kelten bzw. deren Kultur vom Norden her um 100 v. Chr. aus dieser Gegend verdrängen, verbrennen ihre Verstorbenen zur Bestattung.
Die rechtsrheinischen Germanen (diverse fränkische Stämme) stehen zu Beginn unserer Zeitrechnung immer wieder im kriegerischen Zwist und friedlichen Austausch mit den linksrheinischen Römerverbänden, die sich teilweise auch auf das rechtsrheinische Gebiet vorwagen (vgl. Römerlager Holsterhausen, Römerlager Haltern). In der Bakeler Mark, südlich vom Rhader Ortskern, fand man große Mengen Gefäßscherben, die einer hier ehemals existenten germanischen Siedlung aus der älteren römischen Kaiserzeit zuzuordnen sind und von einem intensiven Handel mit den Römern bis in das 4. Jahrhundert zeugen. Die Fundlage der nun folgenden Völkerwanderungszeit im 5. und 6. Jahrhundert ist in Rhade äußerst spärlich.

### Mittelalter und Neuzeit (ca. 600 bis 1800)
Anstelle des altfränkischen Germanenstammes der Chamaven oder anderen fränkischen Stämmen, die später im Großverband der Franken aufgehen, siedeln nach der Völkerwanderungszeit in dieser Gegend die von Norden her kommenden sächsischen Germanenstämme. Missionsversuche von britischen Angelsachsen im 7. Jahrhundert bleiben erfolglos – die Missionare, die sich meist zunächst an die lokalen Anführer der Sachsen wenden, werden zum Teil grausam zur Strecke gebracht (vgl. Brüder Ewaldi). Erst die gewaltsame Christianisierung der lose verbündeten Sachsenstämme durch den Frankenkönig Karl dem Großen, die in der Taufe des besiegten westfälischen Sachsenführers Widukind mündet, bringt den Durchbruch für das Christentum in dieser Gegend. Die Franken zerstören während der Sachsenkriege die alten Heiligtümer der sächsischen Germanen, wie heilige Bäume, und errichten auf diesen Stellen oftmals Kapellen, um die renitenten Sachsen nachhaltig zu assimilieren. Zur militärischen Sicherung des eroberten Gebietes errichten die Franken entlang wichtiger Heerstraßen im westlichen Sachsenland Burgen, für deren Besatzung man ebenfalls Kapellen erbaut. Die Laurentius-Kirche in Lembeck, von der Rhade abgepfarrt wurde, kann als eine solche Gründung angesehen werden. Ebenso wie die Urpfarrei Borken, kann man bei diesen frühen Gründungen von Königskirchen sprechen, da dessen Missionsträger der König des Frankenreiches und nicht ein von ihm autorisierter Missionsleiter, wie der im hiesigen Raum tätige Liudger, war.

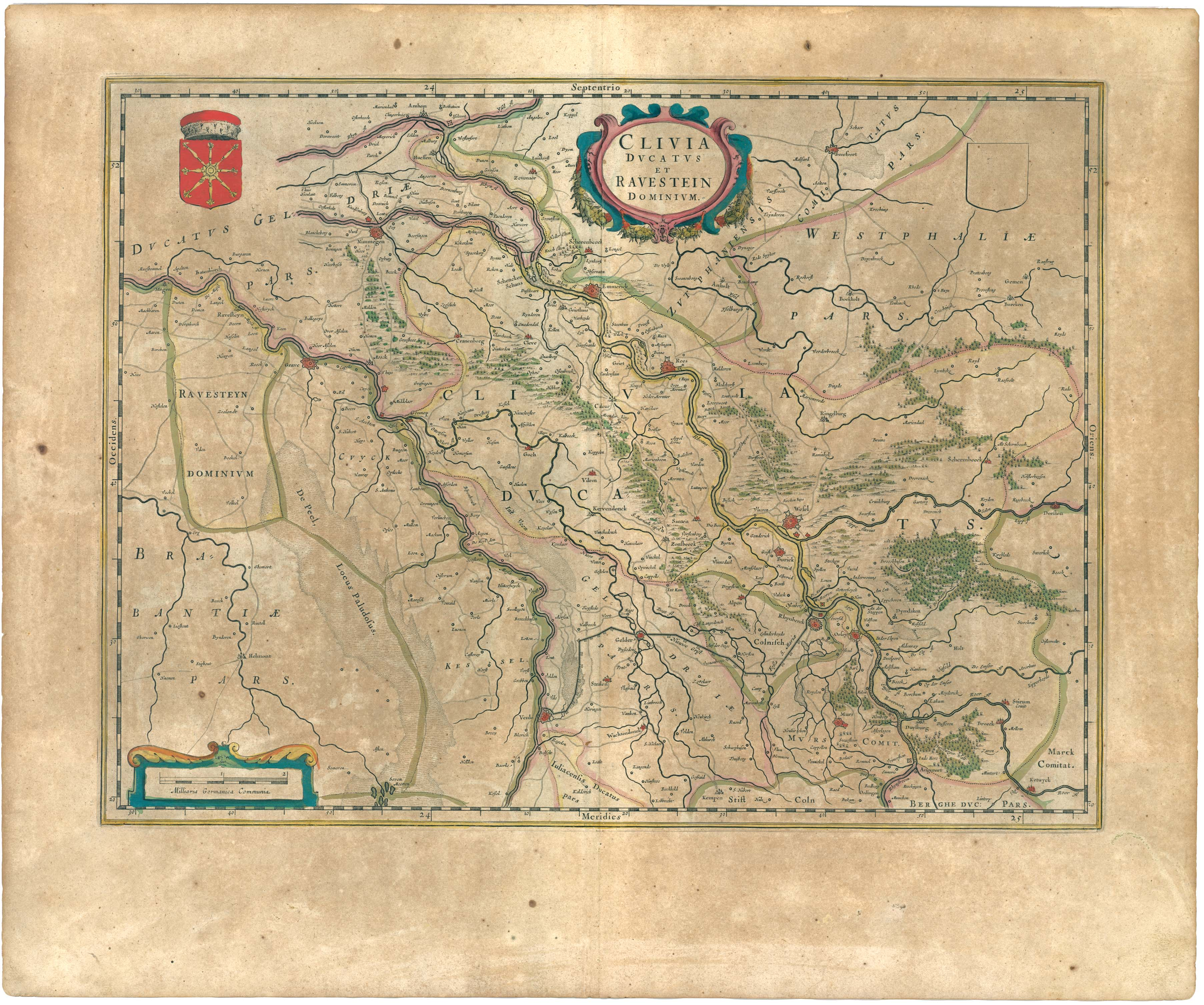
Clivia Ducatus et Ravenstein Dominium, 1645

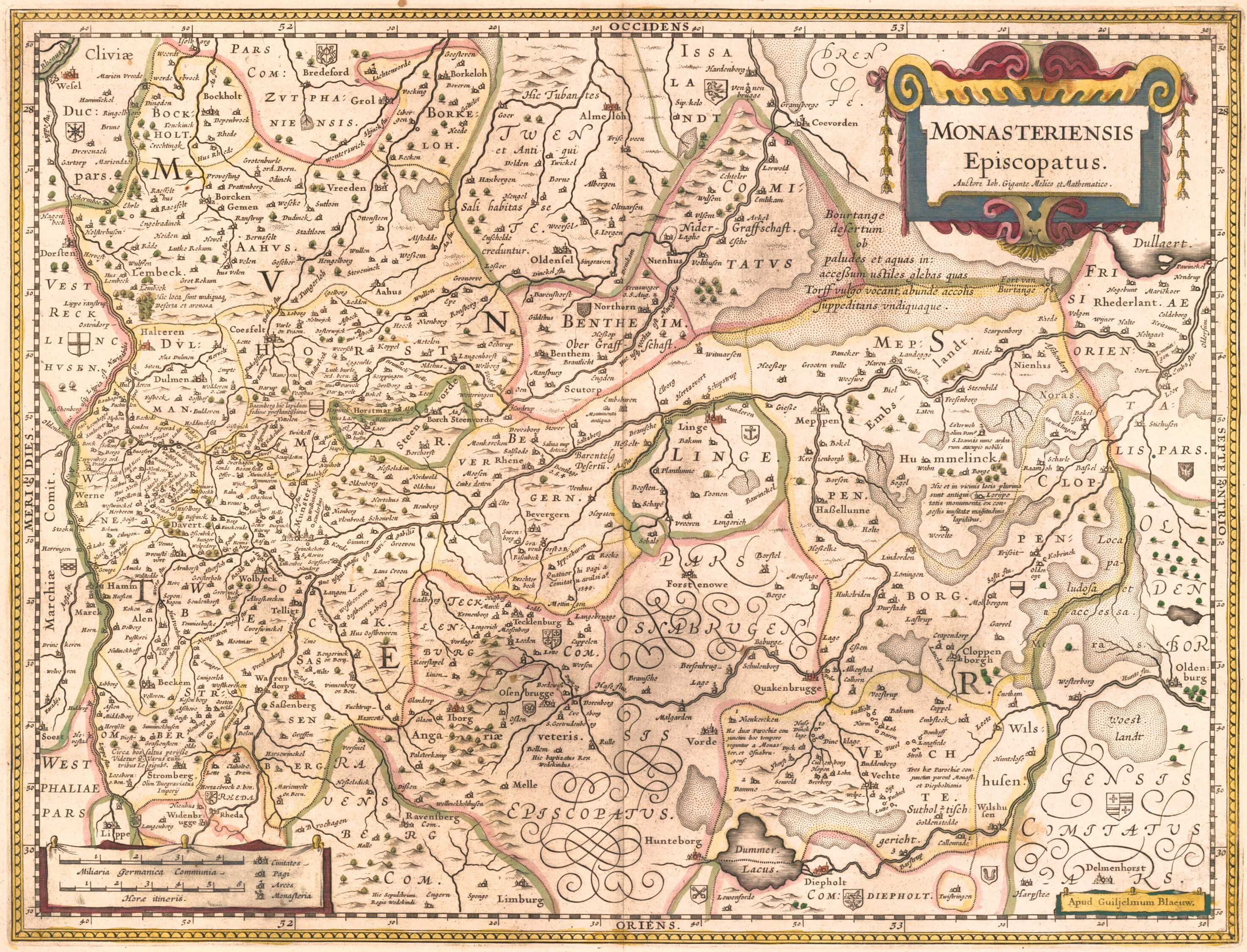
Monasteriensis Episcopatus, 1645

Durch das von den Franken eingeführte Lehnswesen, welches die Schenkung der Rechte an Grund und Boden an Adel, Kirche, Stifte und Klöster vorsah, wurden die vormals vollfreien Bauern abgabepflichtig. „Als Gutsherren traten in Rhade vornehmlich die Herren von Lembeck, daneben noch das Stift Vreden, Haus Velen und auch der Herzog v. Kleve auf.“. Manche Rhader Höfe waren früh in den Einflussbereich eines Klever Schutzvogtes gekommen, woraus sich eine unübersichtliche Gemengelage, und in einem größeren Kontext noch bis in spätere Jahrhunderte aufflammende Grenzstreitigkeiten zwischen dem Herzog von Kleve und dem Bischof von Münster entwickelten. Eine schon zur römischen Kaiserzeit in den ersten Jahrhunderten n. Chr. genutzte Fliehburg („Schwarte Borg“) in der Nähe einer ehemaligen Siedlung in der Barkeler Mark, wurde anscheinend zwischen dem 11. und 16. Jahrhundert zum Schutz und zur Abwehr bei diesen Grenzstreitigkeiten wiederbelebt. 1572 kam es schließlich zu einem Vergleich zwischen dem Bischof von Münster und dem Herzog von Kleve und es wurden klare Grenzen festgelegt. Dass diese Grenzen doch nicht so eindeutig waren, beweisen zwei Karten aus dem Jahre 1645, in denen Rhade einmal zum Herzogtum Kleve und einmal zum Bistum Münster zugehörig eingezeichnet ist, sodass sogar bis zum Ende des Dreißigjährigen Krieges von Unsicherheiten im Grenzverlauf gesprochen werden kann. In diese etwas unübersichtliche Zeit datiert auch der Übertritt der Rhader Gemeinde zum Reformationsglauben. Die gewaltsame Wiederherstellung des katholischen Glaubens im Zuge der Gegenreformation erhielt sich bis in das 20. Jahrhundert im Ausspruch „Door wötte katholschk vann“ („Da wird er katholisch von“) für allzu große Strenge und Grobheit.
Entgegen einer stringenten Geschichtsschreibung seitens der Kirchenchroniken sowie einer vermeintlich restlos erfolgreichen Christianisierung, erhielt sich in Rhade die Kultur der alten Germanen länger, als man annehmen könnte. So war beispielsweise im Mauerwerk des bis in die 1960er Jahre existenten Kloth’schen Kötterhauses aus dem 17. Jahrhundert eine bemerkenswerte Entdeckung zu machen: „Links neben der Haustür ist mehrmals der ‚Hammer Donars‘ aus Backsteinen eingemauert und an der linken Seite des Hauses der ‚Donarbesen‘ (Donnerbesen). Der Sinn dieser Zeichen ist nicht unbekannt. Wo sich ein solches befand, stand das Haus unter Schutz des germanischen Gottes Donar. Man ersieht daraus, daß sich [dieses] in die germanisch-heidnische Zeit zurückreichende Brauchtum in unserer Gegend bis zum 30jährigen Krieg und darnach erhalten hat.“. Eine weitere Reminiszenz an die Kultur der Germanen und ihrer Rechtsordnung stellt der in Rhade noch bis in die Neuzeit abgehaltene „Holting“ auf dem Hof Schulte dar, der die Verteilung der Gemeinschaftsgüter, wie das zu schlagende Holz in der Mark, zum Inhalt hatte. Das Wort setzt sich zusammen aus den Wörtern Holz und Thing und hat demnach seine Wurzeln in den Gerichts- und Volksversammlungen nach germanischem Recht.
Zwischen Rhade und Altschermbeck erstreckte sich ein zu Beginn des 19. Jahrhunderts noch 250 Morgen (= 64 Hektar) großes Torfmoor, das Rhadische Veen.

### Industrialisierung und Moderne (ab ca. 1800)
Mit der Ausdehnung des französischen Kaiserreichs auf Rhader Gebiet und der sich anschließenden preußischen Herrschaft war die Ständegesellschaft des Mittelalters auch in Rhade Geschichte. War die Einwohnerzahl über Jahrhunderte relativ konstant, setzte mit der Eröffnung der Eisenbahnstrecke Gelsenkirchen-Bismarck – Winterswijk im Jahr 1880 ein wirtschaftlicher Aufschwung ein, der sich auch im Anstieg der Bevölkerungszahlen widerspiegelt. Die Landstraße ins westliche Erle wurde 1902, diejenige nach Lembeck 1906 fertiggestellt. 1921 erfolgte der Anschluss ans Stromnetz. Der durch technische Errungenschaften ermöglichte „Sprung in die Moderne“ beförderte das kleine Dorf aus seiner eher marginalen Stellung, hinein in einen erst 1871 gegründeten deutschen Nationalstaat mitsam der forcierten Industrialisierung im benachbarten Ruhrgebiet. Dies hatte neben der Verbesserung des Lebensstandards und der Mobilität, auch negative Auswirkungen auf das sozial-kulturelle Leben vieler Rhader, da lokale Bindungskräfte und Partikularismen (wie das „Rhader Platt“) zugunsten eines sich herausbildenden Nationalbewusstseins zerstört wurden. Spätestens nach dem Zweiten Weltkrieg war eine Einbindung Rhades in die Dynamiken der Moderne vollzogen.
Von den Verwüstungen des Zweiten Weltkriegs blieb Rhade weitestgehend verschont. Historische Bausubstanz fiel erst den Abrissen und Modernisierungen in der Nachkriegszeit zum Opfer. So wurden in den 1960er Jahren das Kloth’sche Kötterhaus am Kirchplatz, ein stattlicher Fachwerkbau, sowie weitere Fachwerkhäuser im Dorfkern und in den 1970er Jahren das Stauwehr der Mühle samt Mühlrad abgerissen. Schließlich fiel in den 1980er Jahren das Pfarrhaus der Abrissbirne zum Opfer. Der Heimatverein Rhade bemüht sich heute, die Erinnerung an das alte Rhade durch Informationstafeln wachzuhalten und hat neben der Mühle ein Vereinshaus errichtet.
In den 1960er und 1970er Jahren wuchs Rhade vor allem in den Neubaugebieten „Am Stuvenberg“ und „Kalter Bach“. Für den neuen Ortsteil wurde 1975/1976 die katholische Kirche St. Ewald gebaut. Sie wurde 2024 profaniert.
Am 1. Januar 1975 wurden im Zuge der kommunalen Neuordnung Nordrhein-Westfalens die Gemeinden der ehemaligen Herrlichkeit Lembeck aufgelöst und mit Ausnahme von Erle der ehemals kurkölnischen Stadt Dorsten im Vest Recklinghausen angegliedert.

## Gegenwart
In der heutigen Zeit hat der Stadtteil eine eher hybride Struktur, die sich in der Zuordnungsfrage Rhades zum Münsterland beziehungsweise Ruhrgebiet widerspiegelt. Kulturhistorisch ist das kleine Dorf Rhade dem Westmünsterland zuzurechnen, da es viele sozial-kulturelle Bande mit diesem Raum gab. Es gab jedoch auch frühe Verbindungen in den niederrheinischen Raum. Rhade ist demnach schon sehr lange „Grenzgebiet“. Aufgrund der guten Anbindung zum Ruhrgebiet ab 1880, sowie der nordwärtigen Ausdehnung des Bergbaus in der Mitte des 20. Jahrhunderts, wuchs die Einwohnerzahl rasant. Rhade konnte durch die Verlagerung des Siedlungsschwerpunktes in Richtung Bahnhof und dann Stufenberg (eine Siedlung, die ähnlich wie Barkenberg ursprünglich für Bergmänner und ihre Familien geplant war), seinen ursprünglichen Charakter schwer wahren. Man kann heute daher in der Siedlungsformation auch suburbane Strukturen erkennen, wie sie für viele Orte am Rande des Ruhrgebiets typisch sind, wobei die Grenzen zwischen dörflicher Struktur und Schlafstadt durchaus fließend sind.
Als Reaktion auf die zunehmende landwirtschaftliche Intensivierung konnten in den 1980er und 1990er Jahren aufgrund des Engagements einiger Naturschützer größere Naturschutzgebiete ausgewiesen werden, die auch überregional von Bedeutung und in das Natura 2000-Netzwerk eingebunden sind. So brüten beispielsweise der auf Störungen sehr empfindlich reagierende Große Brachvogel sowie seit einigen Jahren auch ein Storchenpaar in den Rhader Wiesen.

## Sehenswürdigkeiten
Im alten Dorfkern ist die Bebauung ringförmig um die Dorfkirche St. Urbanus angeordnet.

## Wappen

Wappen von Rhade

Das in den 1930er Jahren verliehene Wappen spiegelt diese Entstehungsgeschichte wider: In einem zweigeteilten Feld (oben blau, unten gold) weist ein Baumstumpf auf das Roden hin. Die goldene Farbe deutet auf den gelben Sandboden, während die blaue Farbe den Himmel darüber darstellt.

## Verkehr
Der Bahnhof Rhade liegt an der Bahnstrecke Winterswijk–Gelsenkirchen-Bismarck und wird stündlich (in der Hauptverkehrszeit alle 30 Minuten) durch die Linie RE 14 „Emscher-Münsterland-Express“ zwischen Essen und Borken bedient.
Der Ort wird von den VRR-Buslinien 205, 209 und 295 bedient.
| Linie   | Verlauf | Takt (Mo–Fr)     | Betreiber    |
| ------- | --- | ---------------- | ------------ |
| TB205   | Taxibus: Urbanusschule – Rhade Ort – Rhade Bf – Kaltenbach – Lembeck Siedlung – Lembeck Busbf – Lembeck Bf | 60 min           | Vestische    |
| 209     | Dorsten-Alt-Wulfen – Lembeck Siedlung – Lembeck Busbf – Rhade Bf – Rhade Ort Am Wochenende als TaxiBus | einzelne Fahrten | Vestische    |
| R21 295 | Dorsten ZOB – Frühförderstelle – Marienviertel – Holsterhausen Baldursiedlung – Deuten Mitte – Deuten – Rhade Rütherweg – Rhade Bf – Rhade Ort – Raesfeld-Erle – Raesfeld – Borken Bf Der Abschnitt Dorsten – Raesfeld-Erle ist VRR-Linie 295; sonn- und feiertags Verkehr nur zwischen Raesfeld-Erle und Borken | 60/120 min       | Westfalenbus |